# 前735年
| 千纪： | 前1千纪 |
| 世纪： | 前9世纪 \| 前8世纪 \| 前7世纪 |
| 年代： | 前760年代 \| 前750年代 \| 前740年代 \| 前730年代 \| 前720年代 \| 前710年代 \| 前700年代 |
| 年份： | 前740年 \| 前739年 \| 前738年 \| 前737年 \| 前736年 \| 前735年 \| 前734年 \| 前733年 \| 前732年 \| 前731年 \| 前730年 |
| 纪年： | 丙午年（馬年）；周平王三十六年；魯惠公三十四年；齊莊公六十年；晉孝侯四年；曲沃桓叔十年；秦文公三十一年；楚武王六年；宋宣公十三年；衛莊公二十三年；陳桓公十年；蔡宣公十五年；曹桓公二十二年；鄭莊公九年；燕鄭侯三十年；杞武公十六年 |

## 逝世
- 衛莊公，衛國國君。[1]